# Teodoro Alcalde
Teodoro Alcalde Millos (ur. 20 września 1913 w Callao, zm. 9 sierpnia 1995 w Limie) – piłkarz peruwiański noszący przydomek Prisco, napastnik.
Urodzony w Callao Alcalde, podobnie jak jego brat Jorge Alcalde, karierę piłkarską rozpoczął w klubie Sport Boys Callao. Jako gracz Sport Boys wziął udział w Igrzyskach Olimpijskich w 1936 roku, gdzie zagrał w dwóch meczach - z Finlandią i Austrią (zdobył bramkę). Znakomicie spisująca się drużyna Peru po zwycięstwie nad Austrią znalazła się w najlepszej czwórce turnieju, ale gdy komisja regulaminowa z nieznanych przyczyn anulowała wynik meczu z Austriakami, nakazując jego powtórzenie, Peruwiańczycy na znak protestu wycofali się z turnieju.
Rok później wziął udział w fatalnym turnieju Copa América 1937, gdzie Peru zajęło ostatnie, szóste miejsce. Alcalde zagrał w dwóch meczach – z Argentyną i Chile.
Wciąż jako piłkarz Sport Boys wziął udział w turnieju Copa América 1939, gdzie Peru zdobyło mistrzostwo Ameryki Południowej. Alcalde zagrał we wszystkich czterech meczach – z Ekwadorem (zmienił na boisku Adelfo Magallanesa), Chile, Paragwajem (został zmieniony przez Magallanesa) i Urugwajem.
Alcalde w latach 1936–1939 rozegrał w reprezentacji Peru 9 meczów.
Nie był tak zdolnym i błyskotliwym piłkarzem, jak jego brat Jorge, charakteryzował się za to szybkimi rajdami na skrzydle.